# Lista de espécies de beija-flor
Esta é a lista de espécies de beija-flores. De acordo com a lista de aves realizada pelo Comitê de Ornitólogos Internacional (IOC), são reconhecidas cerca de 362 espécies na família dos troquilídeos, estas divididas em 112 gêneros. Destas, estão incluídas duas espécies extintas durante o século XIX, sendo a esmeralda-das-baamas e a esmeralda-da-antilhas. Esta lista é apresentada em sequência taxonômica conforme a lista do IOC, exibindo nome comum, nome científico e sequência. Também estão exibidos subfamília e tribo conforme estudos filogenéticos moleculares publicados entre 2007 e 2014, enquanto os nomes em latim derivam da 4.ª edição do Howard and Moore Complete Checklist of the Birds of the World, publicada em 2013. Os nomes das espécies em português estão de acordo com Paixão, 2021 e CBRO, 2021.

## Lista taxonômica

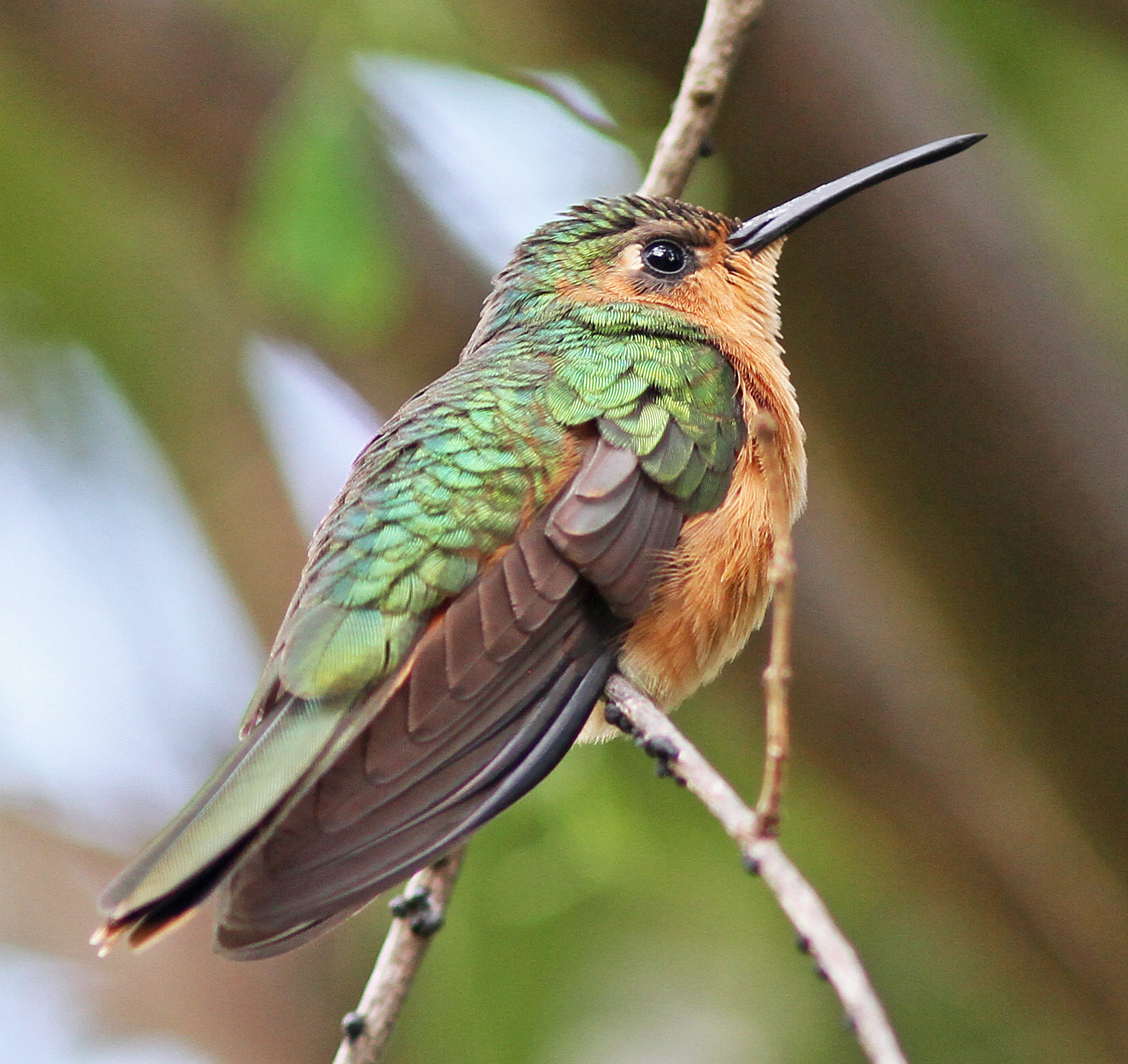
Pampa rufa, anteriormente Campylopterus rufus, no Lago de Atitlan, na Guatemala

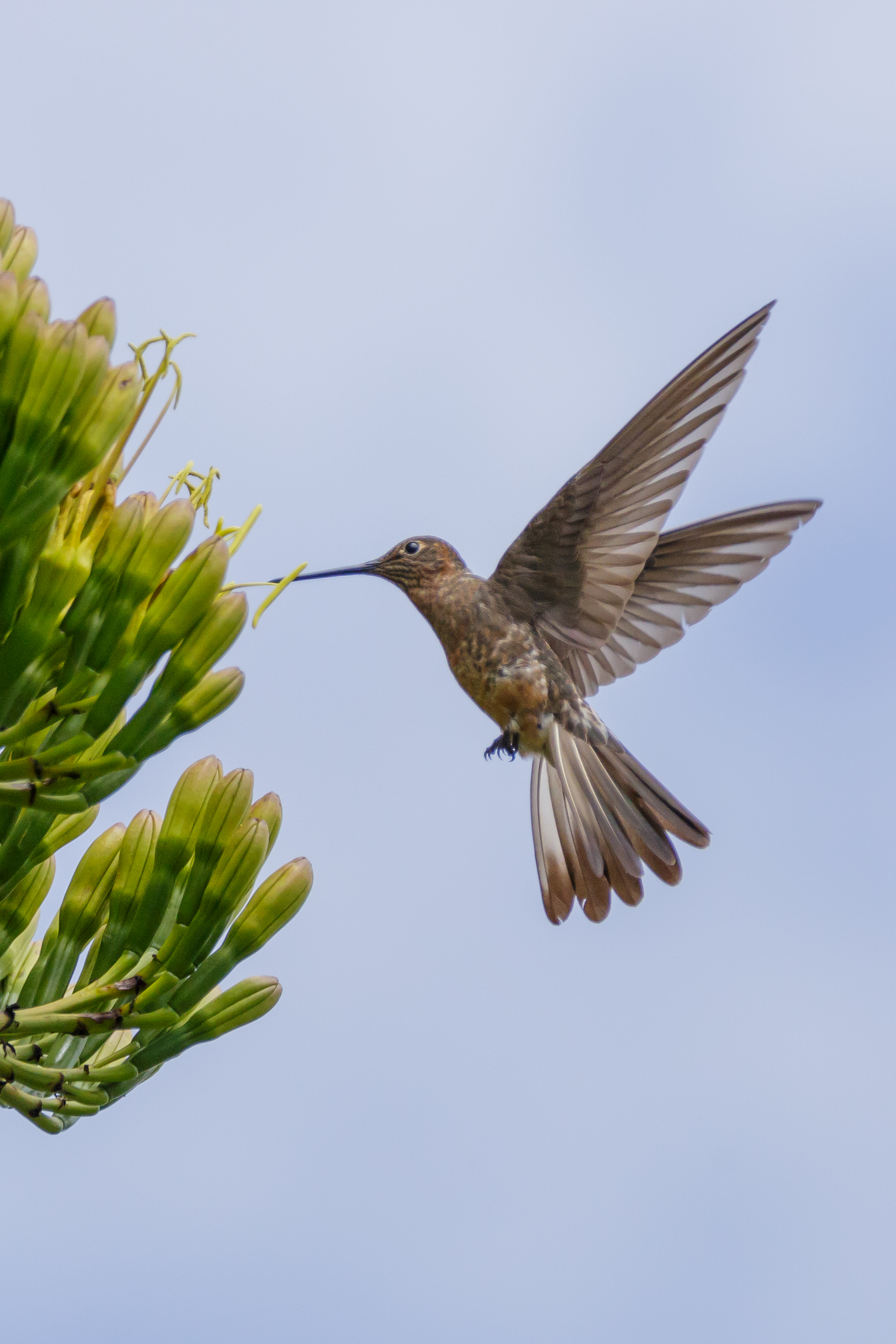
Patagona gigas, maior espécie conhecida de beija-flor, no Peru

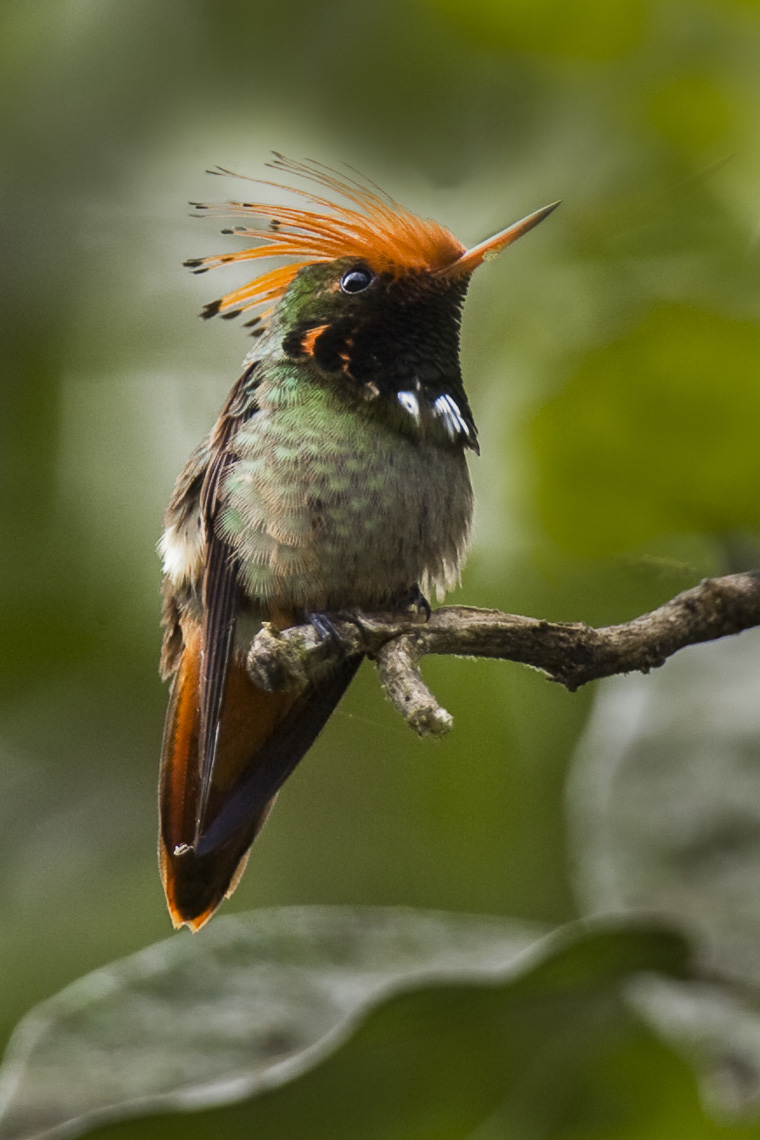
Lophornis magnificus no Parque Nacional de Manú, no Peru

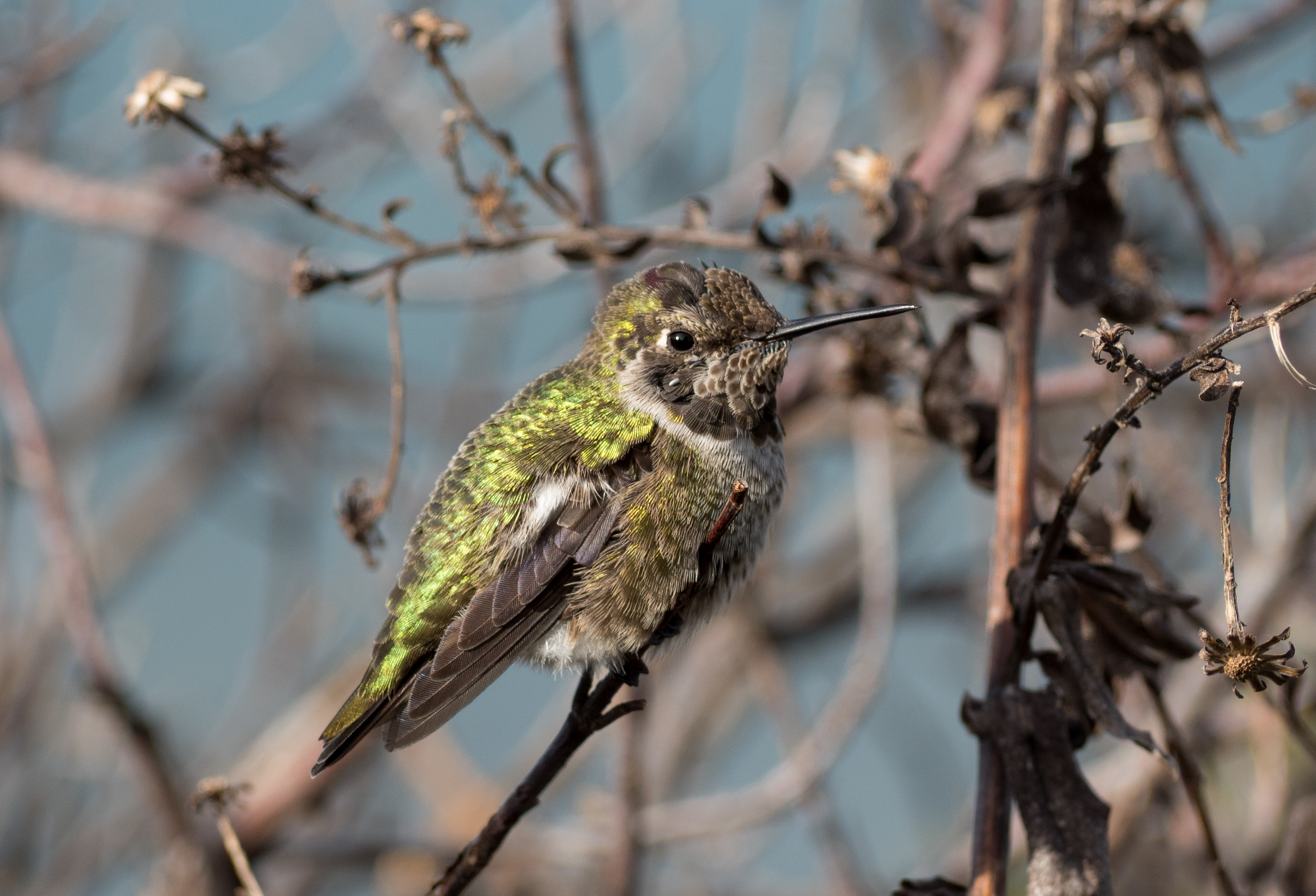
Calypte anna em Pacifica, Califórnia, no sul dos Estados Unidos

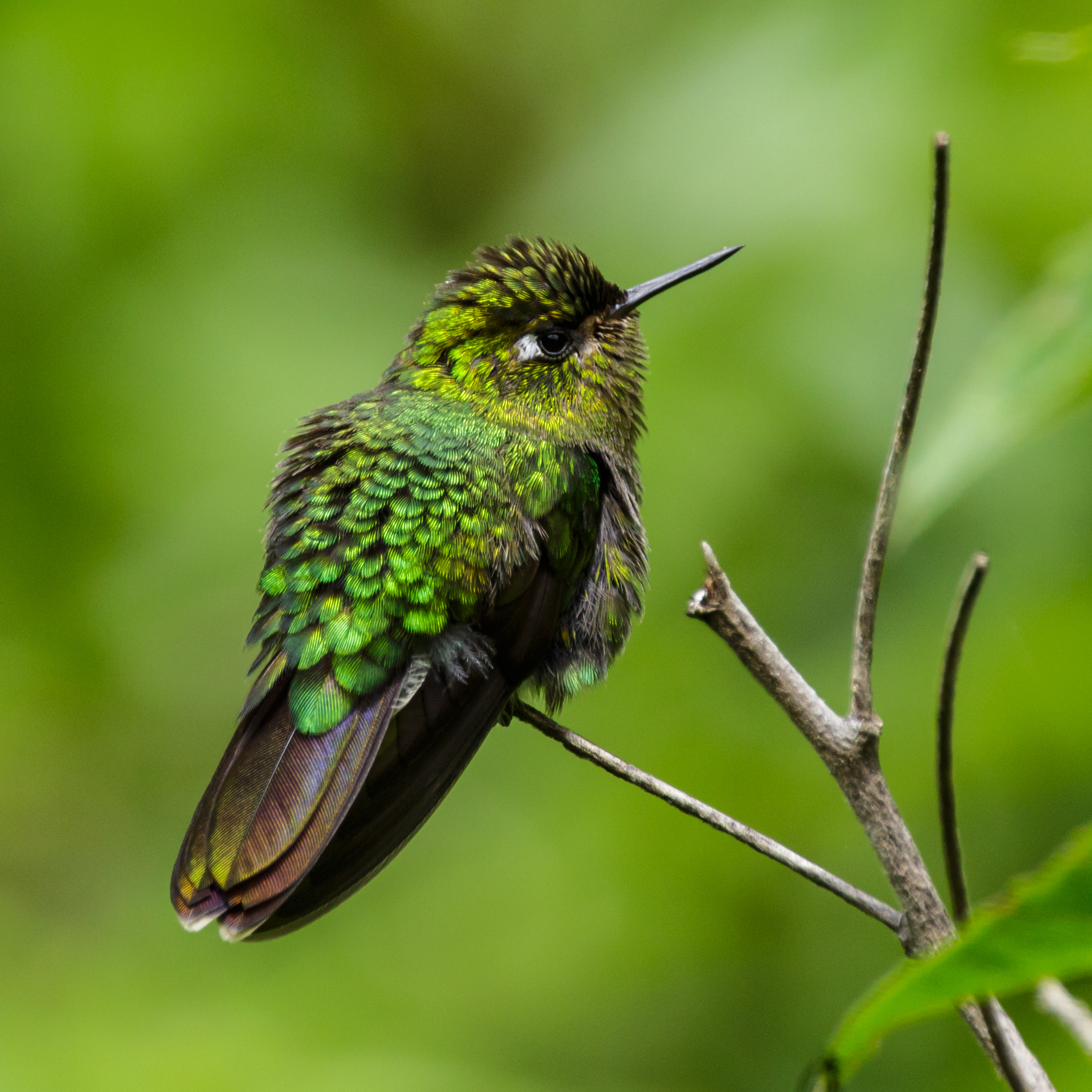
Metallura tyrianthina em Vilcabamba, na região da Cordilheira dos Andes, no Peru

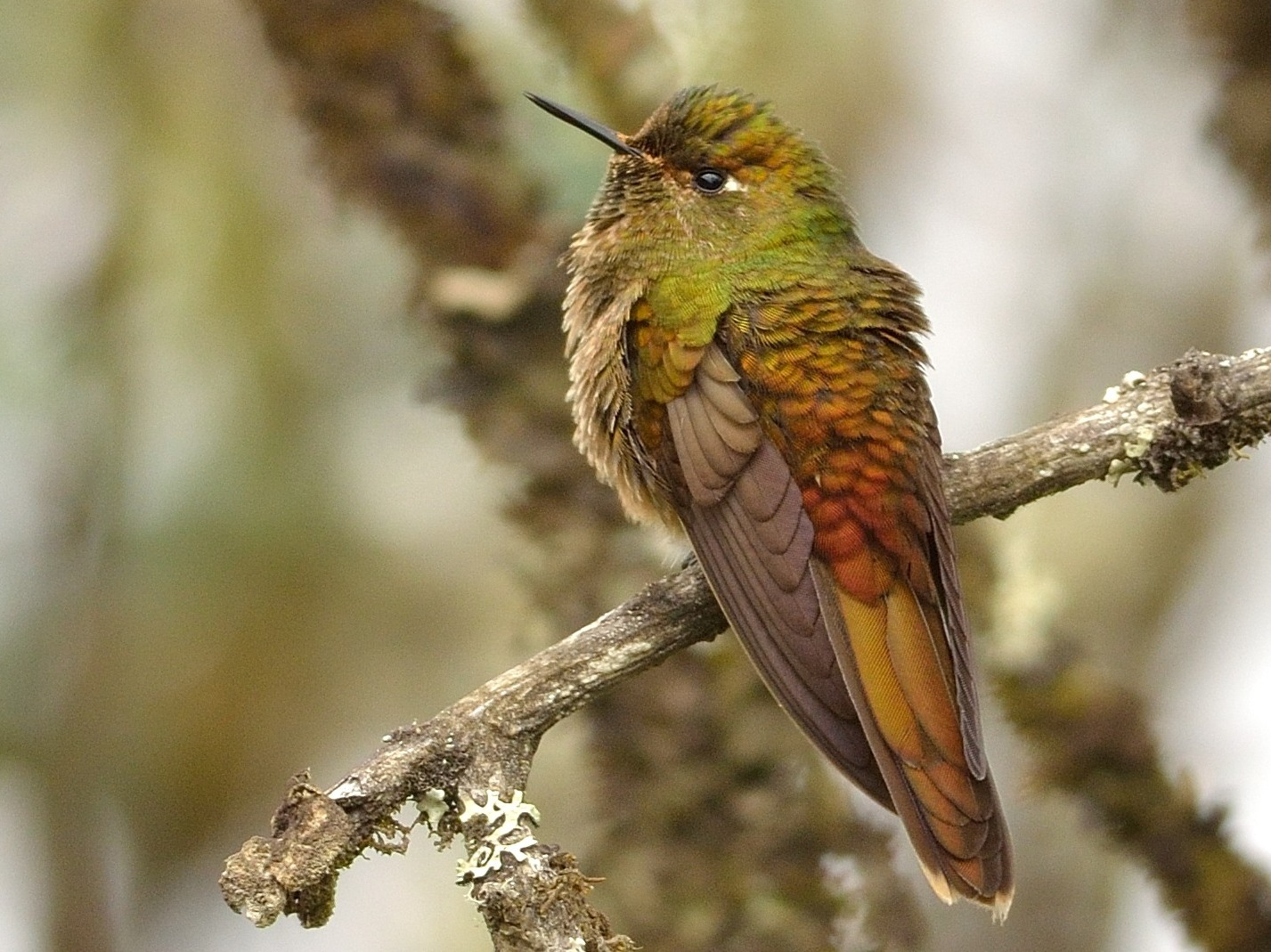
Chalcostigma heteropogon em Bogotá, Colômbia

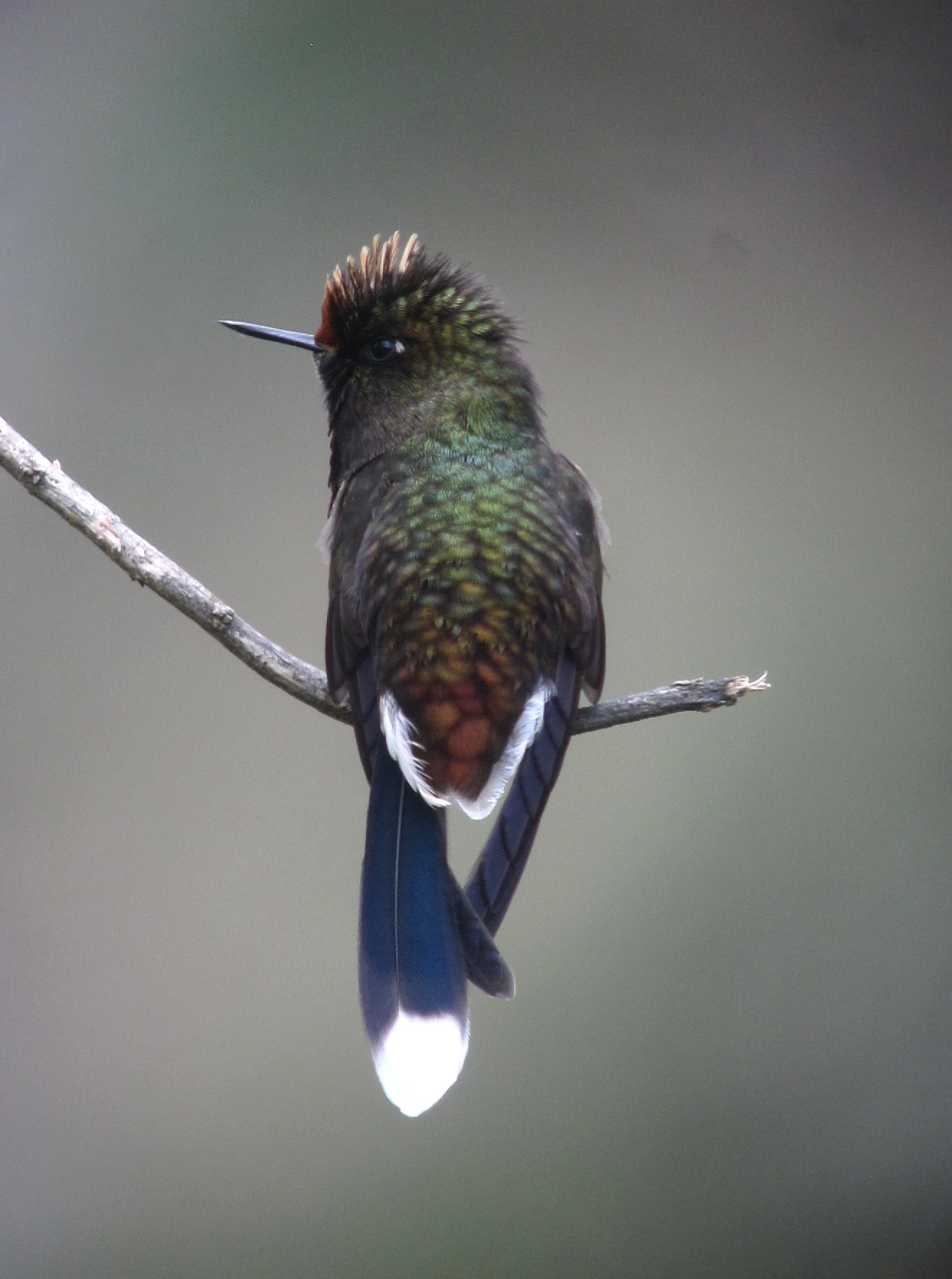
Chalcostigma herrani em Rionegro, Antioquia, Colômbia

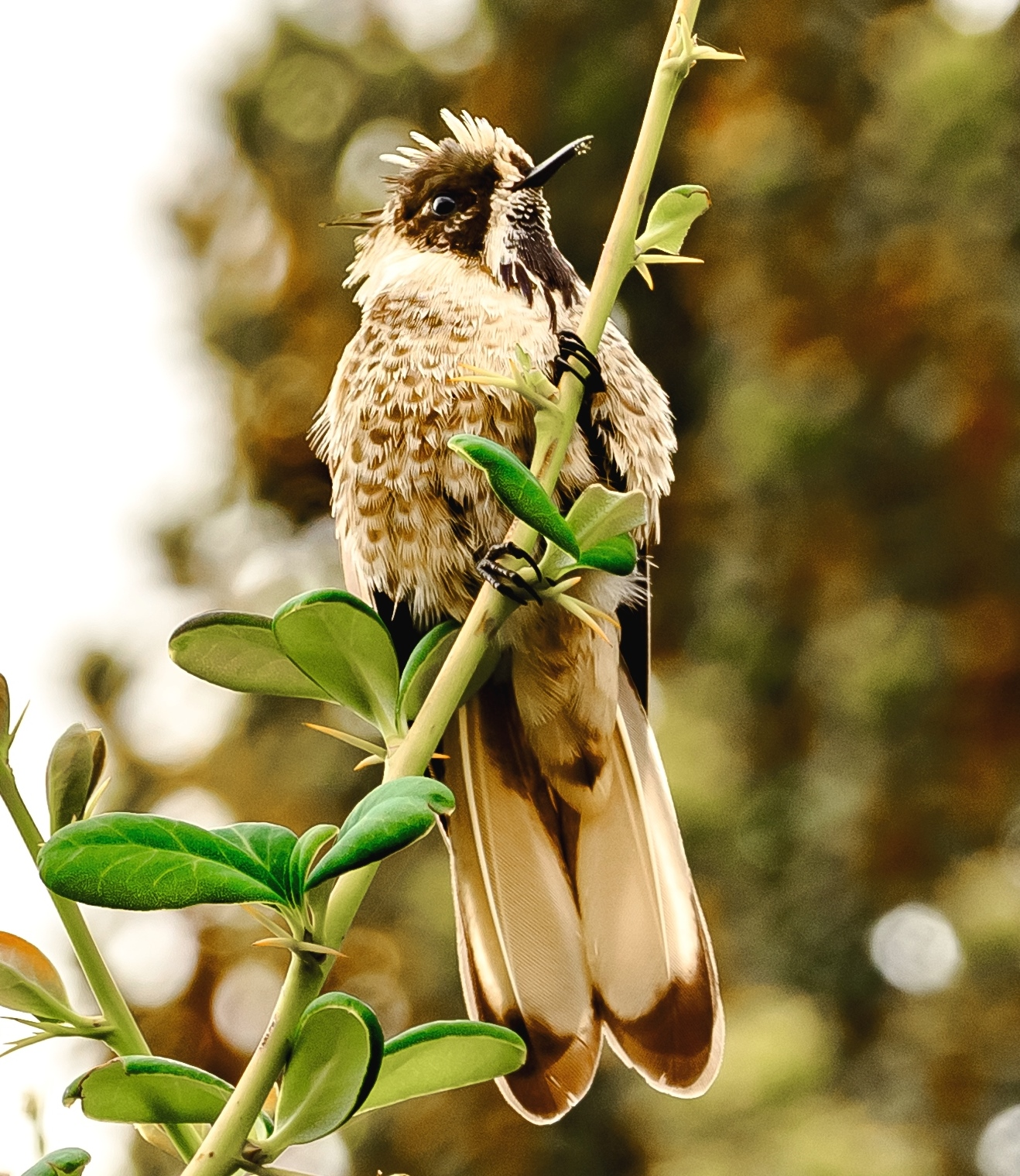
Oxypogon cyanolaemus em Lagos de Sevilla, nas montanhas de Santa Marta, Colômbia

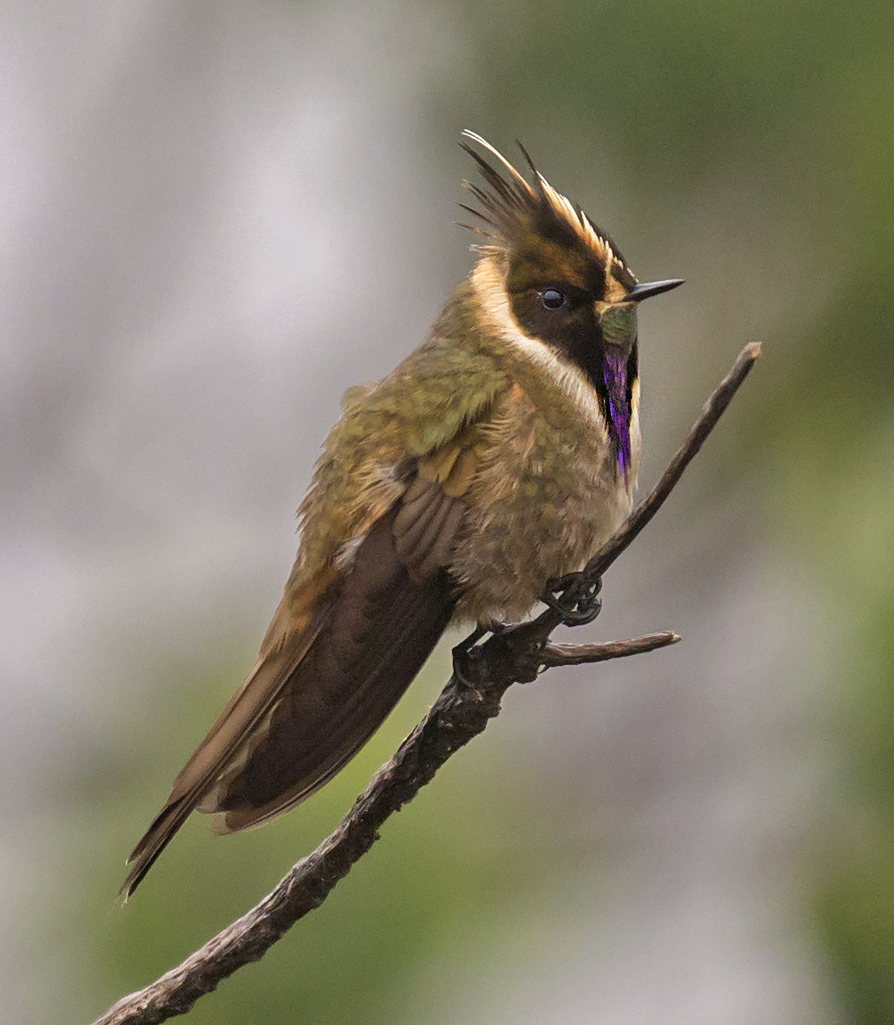
Oxypogon stuebelii em Brisas, Nevado del Ruiz, Manizales, Colômbia

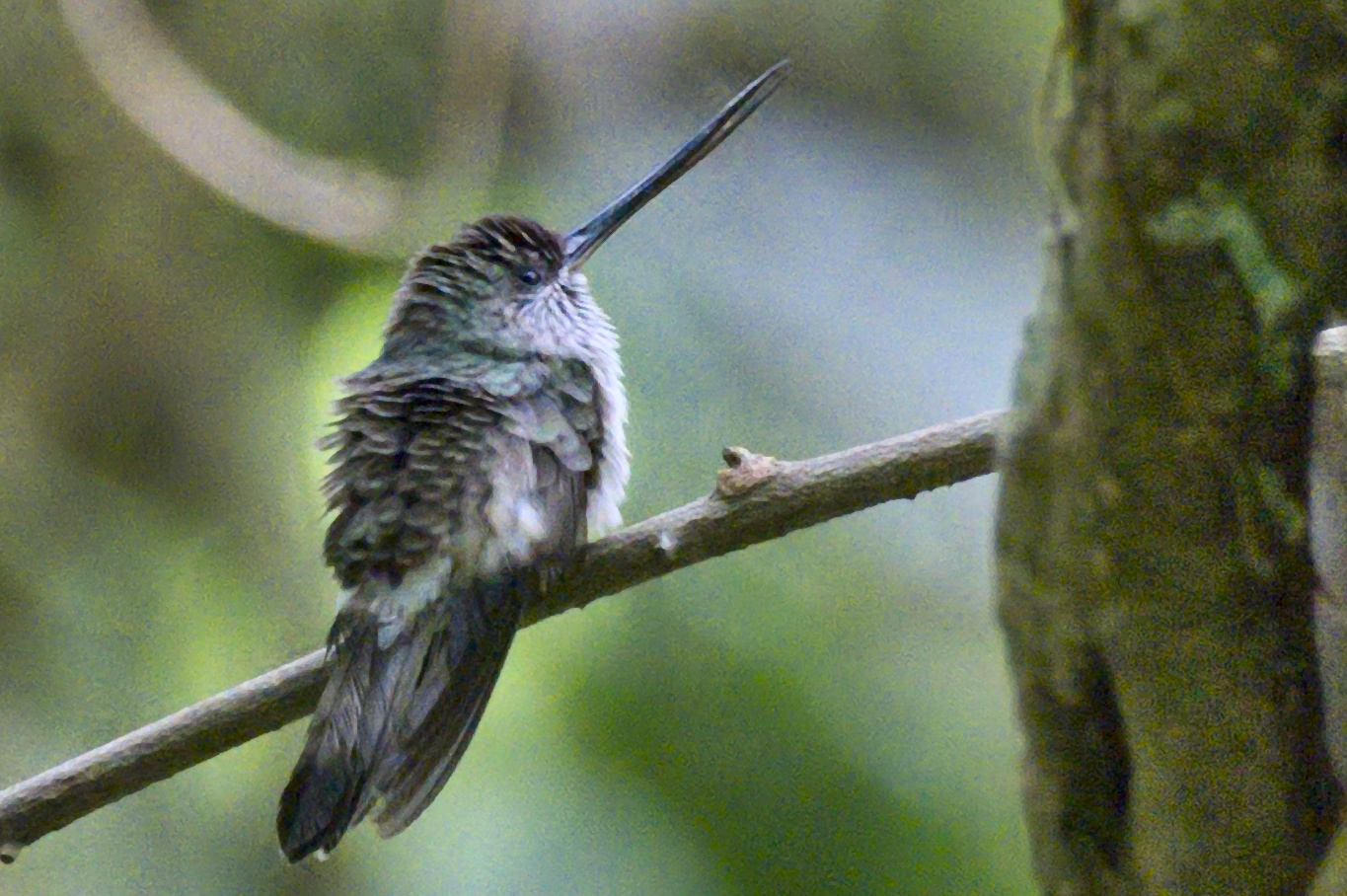
Androdon aequatorialis no Vale do Anchicaya, Colômbia

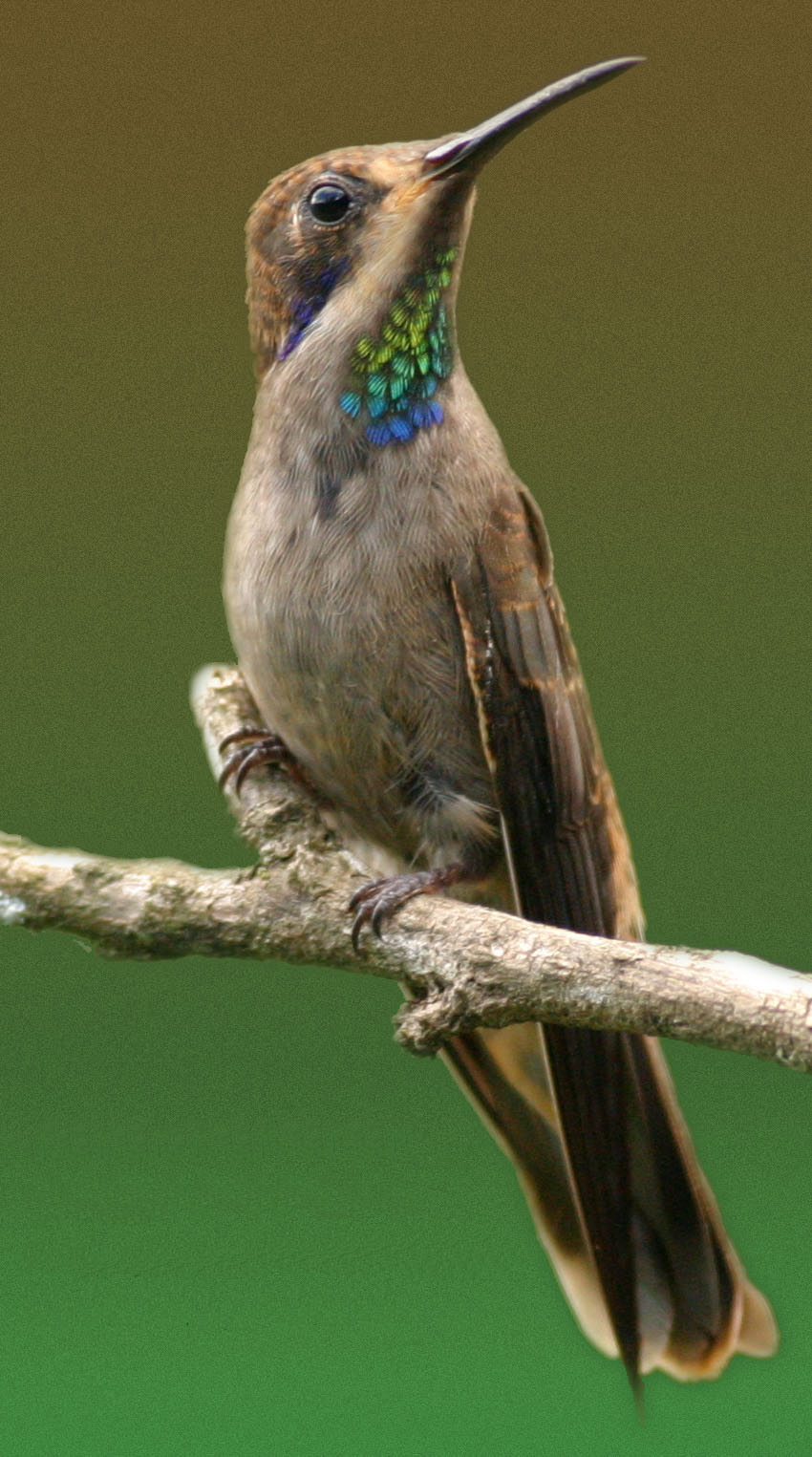
Colibri delphinae em Alajuela, Costa Rica

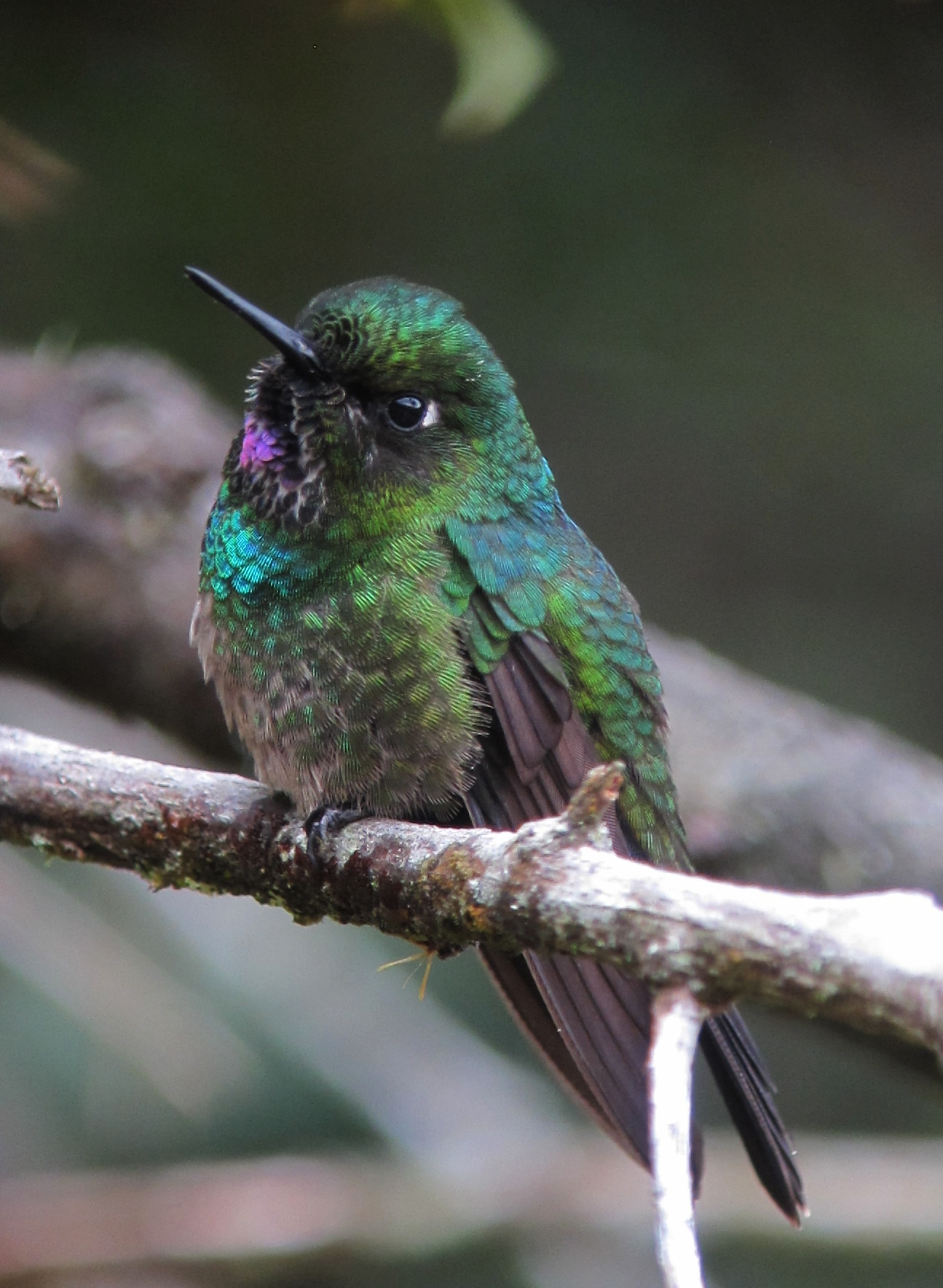
Heliangelus exortis em Rionegro, Antioquia, Colômbia

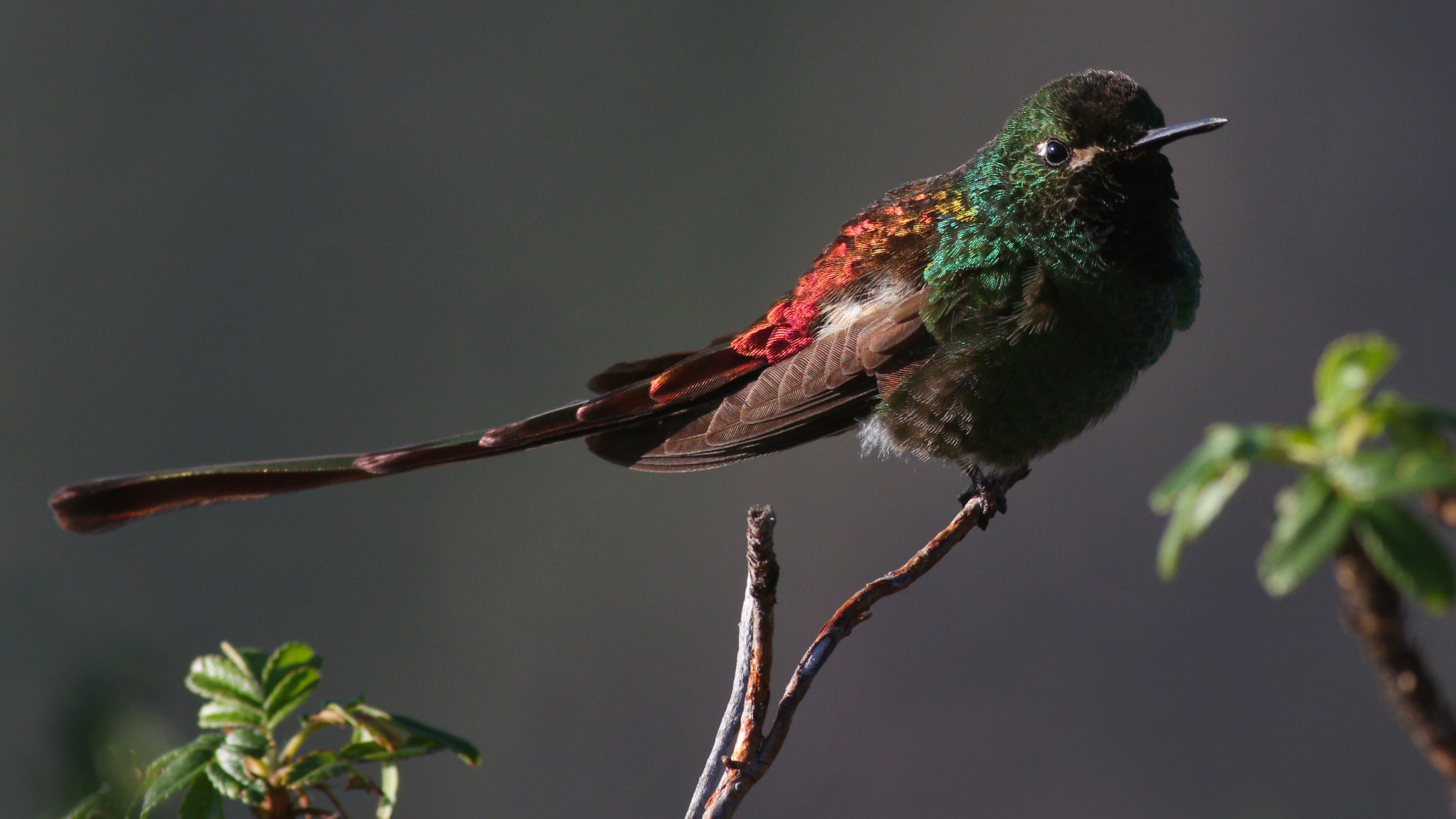
Sappho sparganurus no Parque Nacional de Quebrada del Condorito, na Argentina

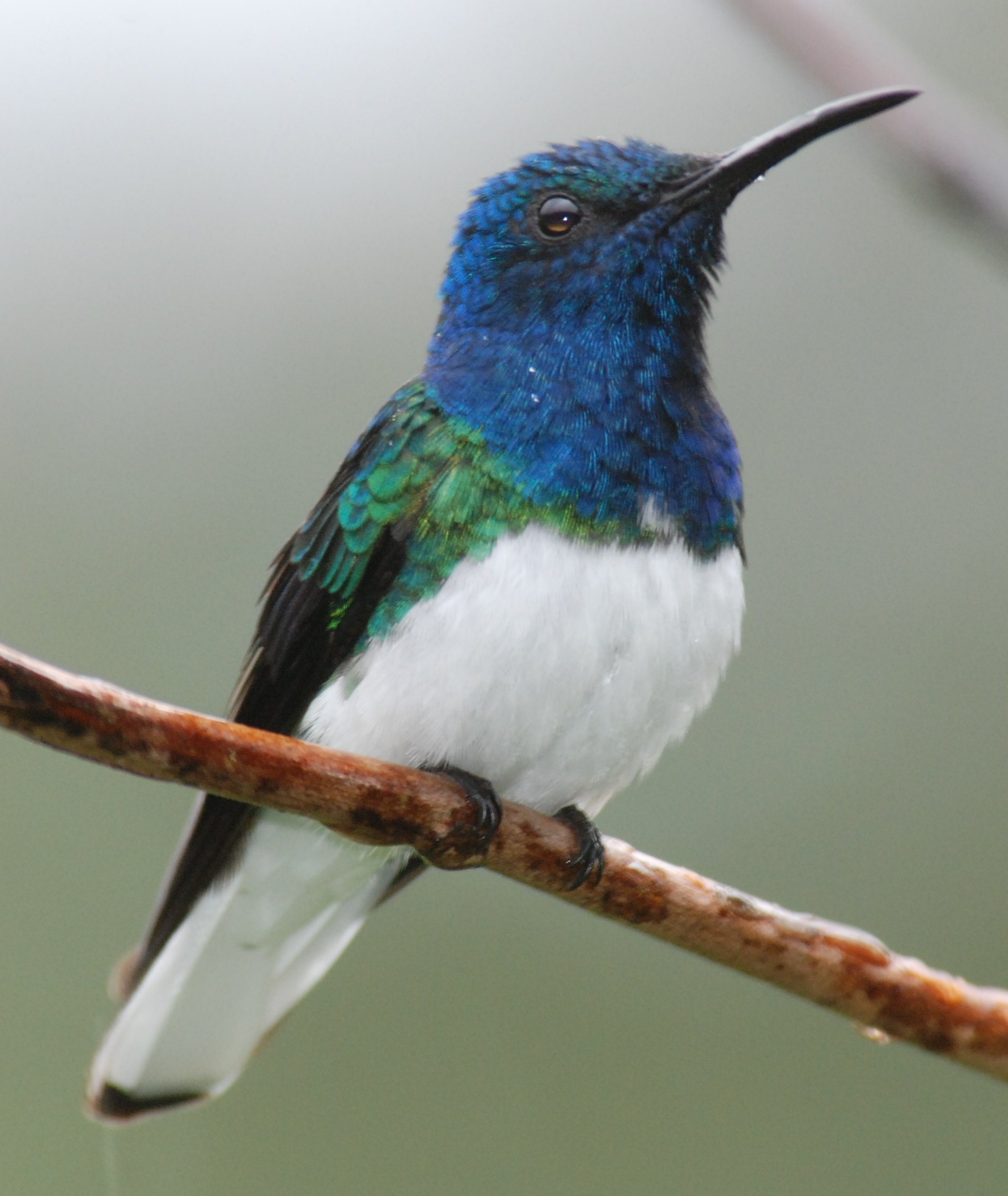
Florisuga mellivora no Asa Wright Nature Center, vale de Arima, na região norte de Trinidad e Tobago

| Nome comum                             | Nome binomial                | Sequência    |
| Florisuginae                           | Florisuginae                 | Florisuginae |
| -------------------------------------- | ---------------------------- | ------------ |
| beija-flor-brilho-de-fogo              | Topaza pella                 | 1            |
| topázio-de-fogo                        | Topaza pyra                  | 2            |
| beija-flor-azul-de-rabo-branco         | Florisuga mellivora          | 3            |
| beija-flor-preto                       | Florisuga fusca              | 4            |
| Phaethornithinae                       |                              |              |
| beija-flor-bico-de-foice               | Eutoxeres aquila             | 5            |
| bico-de-foice-de-cauda-canela          | Eutoxeres condamini          | 6            |
| beija-flor-rajado                      | Ramphodon naevius            | 7            |
| balança-rabo-canela                    | Glaucis dohrnii              | 8            |
| balança-rabo-bronzeado                 | Glaucis aeneus               | 9            |
| balança-rabo-de-bico-torto             | Glaucis hirsutus             | 10           |
| balança-rabo-de-banda-caudal           | Threnetes ruckeri            | 11           |
| balança-rabo-de-garganta-preta         | Threnetes leucurus           | 12           |
| balança-rabo-escuro                    | Threnetes niger              | 13           |
| rabo-branco-de-cauda-larga             | Anopetia gounellei           | 14           |
| rabo-branco-pequeno                    | Phaethornis squalidus        | 15           |
| rabo-branco-do-rupunúni                | Phaethornis rupurumii        | 16           |
| besourinho-dorso-verde                 | Phaethornis longuemareus     | 17           |
| rabo-branco-do-tapajós                 | Phaethornis aethopygus       | 18           |
| rabo-branco-mirim                      | Phaethornis idaliae          | 19           |
| rabo-branco-de-sobre-amarelo           | Phaethornis nattereri        | 20           |
| rabo-branco-de-garganta-escura         | Phaethornis atrimentalis     | 21           |
| rabo-branco-de-garganta-estriada       | Phaethornis striigularis     | 22           |
| rabo-branco-de-garganta-cinza          | Phaethornis griseogularis    | 23           |
| rabo-branco-rubro                      | Phaethornis ruber            | 24           |
| rabo-branco-boliviano                  | Phaethornis stuarti          | 25           |
| rabo-branco-de-barriga-fulva           | Phaethornis subochraceus     | 26           |
| rabo-branco-cinza-claro                | Phaethornis augusti          | 27           |
| rabo-branco-acanelado                  | Phaethornis pretrei          | 28           |
| rabo-branco-de-garganta-rajada         | Phaethornis eurynome         | 29           |
| rabo-branco-de-ventre-claro            | Phaethornis anthophilus      | 30           |
| rabo-branco-cinza                      | Phaethornis hispidus         | 31           |
| rabo-branco-do-pacífico                | Phaethornis yaruqui          | 32           |
| rabo-branco-verde                      | Phaethornis guy              | 33           |
| rabo-branco-de-ventre-laranja          | Phaethornis syrmatophorus    | 34           |
| rabo-branco-de-dorso-oliva             | Phaethornis koepckeae        | 35           |
| rabo-branco-amarelo                    | Phaethornis philippii        | 36           |
| rabo-branco-de-bico-reto               | Phaethornis bourcieri        | 37           |
| rabo-branco-mexicano                   | Phaethornis mexicanus        | 38           |
| rabo-branco-de-bico-comprido           | Phaethornis longirostris     | 39           |
| rabo-branco-de-bigodes                 | Phaethornis superciliosus    | 40           |
| rabo-branco-do-bico-grande             | Phaethornis malaris          | 41           |
| Polytminae                             |                              |              |
| bico-de-lança-de-testa-verde           | Doryfera ludovicae           | 42           |
| bico-de-lança-de-testa-azul            | Doryfera johannae            | 43           |
| beija-flor-pontiagudo-ocidental        | Schistes albogularis         | 44           |
| beija-flor-pontiagudo-oriental         | Schistes geoffroyi           | 45           |
| beija-flor-de-gravata-verde            | Augastes scutatus            | 46           |
| beija-flor-de-gravata-vermelha         | Augastes lumachella          | 47           |
| beija-flor-marrom                      | Colibri delphinae            | 48           |
| beija-flor-talássico                   | Colibri thalassinus          | 49           |
| beija-flor-de-orelha-azul              | Colibri cyanotus             | 50           |
| beija-flor-violeta                     | Colibri coruscans            | 51           |
| beija-flor-de-orelha-violeta           | Colibri serrirostris         | 52           |
| beija-flor-de-bico-dentado             | Androdon aequatorialis       | 53           |
| chifre-de-ouro                         | Heliactin bilophus           | 54           |
| beija-flor-de-coroa-púrpura            | Heliothryx barroti           | 55           |
| beija-flor-de-bochecha-azul            | Heliothryx auritus           | 56           |
| beija-flor-de-bico-curvo               | Polytmus guainumbi           | 57           |
| beija-flor-dos-tepuis                  | Polytmus milleri             | 58           |
| beija-flor-verde                       | Polytmus theresiae           | 59           |
| beija-flor-de-bico-virado              | Avocettula recurvirostris    | 60           |
| beija-flor-vermelho                    | Chrysolampis mosquitus       | 61           |
| beija-flor-jamaicano                   | Anthracothorax mango         | 62           |
| beija-flor-de-veste-preta              | Anthracothorax nigricollis   | 63           |
| beija-flor-de-veste-verde              | Anthracothorax viridigula    | 64           |
| beija-flor-de-peito-verde              | Anthracothorax prevostii     | 65           |
| beija-flor-de-veráguas                 | Anthracothorax veraguensis   | 66           |
| beija-flor-haitiano                    | Anthracothorax dominicus     | 67           |
| beija-flor-bicolor-porto-riquenho      | Anthracothorax aurulentus    | 68           |
| beija-flor-porto-riquenho              | Anthracothorax viridis       | 69           |
| beija-flor-caribenho-roxo              | Eulampis jugularis           | 70           |
| beija-flor-caribenho-verde             | Eulampis holosericeus        | 71           |
| Lesbiinae                              |                              |              |
| Lesbiini                               |                              |              |
| helianjo-de-garganta-laranja           | Heliangelus mavors           | 72           |
| helianjo-de-garganta-ametista          | Heliangelus amethysticollis  | 73           |
| helianjo-dos-andes-orientais           | Heliangelus clarisse         | 74           |
| helianjo-de-mérida                     | Heliangelus spencei          | 75           |
| helianjo-de-cauda-azul                 | Heliangelus strophianus      | 76           |
| helianjo-turmalina                     | Heliangelus exortis          | 77           |
| helianjo-garganta-de-fogo              | Heliangelus micraster        | 78           |
| helianjo-de-garganta-violeta           | Heliangelus viola            | 79           |
| helianjo-azul                          | Heliangelus regalis          | 80           |
| beija-flor-austral                     | Sephanoides sephaniodes      | 81           |
| beija-flor-de-juan-fernández           | Sephanoides fernandensis     | 82           |
| rabo-de-espinho-verde                  | Discosura conversii          | 83           |
| rabo-de-espinho-antenado               | Discosura popelairii         | 84           |
| rabo-de-espinho-de-barriga-preta       | Discosura langsdorffi        | 85           |
| rabo-de-espinho-bronzeado              | Discosura letitiae           | 86           |
| bandeirinha                            | Discosura longicaudus        | 87           |
| beija-flor-de-leque-canela             | Lophornis ornatus            | 88           |
| topetinho-do-brasil-central            | Lophornis gouldii            | 89           |
| topetinho-vermelho                     | Lophornis magnificus         | 90           |
| topetinho-de-guerrero                  | Lophornis brachylophus       | 91           |
| topetinho-ruivo                        | Lophornis delattrei          | 92           |
| topetinho-de-lantejoulas               | Lophornis stictolophus       | 93           |
| topetinho-verde                        | Lophornis chalybeus          | 94           |
| topetinho-mariposa                     | Lophornis verreauxii         | 95           |
| topetinho-pavão                        | Lophornis pavoninus          | 96           |
| topetinho-preto                        | Lophornis helenae            | 97           |
| topetinho-branco                       | Lophornis adorabilis         | 98           |
| cauda-variegada-equatoriano            | Phlogophilus hemileucurus    | 99           |
| cauda-variegada-peruano                | Phlogophilus harterti        | 100          |
| beija-flor-mosqueado                   | Adelomyia melanogenys        | 101          |
| silfo-rabilongo                        | Aglaiocercus kingii          | 102          |
| silfo-ocidental                        | Aglaiocercus coelestis       | 103          |
| silfo-venezuelano                      | Aglaiocercus berlepschi      | 104          |
| cometa-de-cauda-vermelha               | Sappho sparganurus           | 105          |
| cometa-de-cauda-bronzeada              | Polyonymus caroli            | 106          |
| cometa-de-barriga-cinzenta             | Taphrolesbia griseiventris   | 107          |
| estrela-da-puna                        | Oreotrochilus estella        | 108          |
| estrela-de-flancos-brancos             | Oreotrochilus leucopleurus   | 109          |
| estrela-do-chimboraço                  | Oreotrochilus chimborazo     | 110          |
| estrela-de-garganta-azul               | Oreotrochilus cyanolaemus    | 111          |
| estrela-de-cabeça-verde                | Oreotrochilus stolzmanni     | 112          |
| estrela-de-peito-preto                 | Oreotrochilus melanogaster   | 113          |
| estrela-de-flancos-vermelhos           | Oreotrochilus adela          | 114          |
| beija-flor-agulha                      | Opisthoprora euryptera       | 115          |
| beija-flor-de-longa-cauda-negra        | Lesbia victoriae             | 116          |
| beija-flor-de-longa-cauda-verde        | Lesbia nuna                  | 117          |
| bico-de-espinho-preto                  | Ramphomicron dorsale         | 118          |
| bico-de-espinho-púrpura                | Ramphomicron microrhynchum   | 119          |
| bico-de-espinho-de-cauda-bronzeada     | Chalcostigma heteropogon     | 120          |
| bico-de-espinho-arco-íris              | Chalcostigma herrani         | 121          |
| bico-de-espinho-de coroa-ruiva         | Chalcostigma ruficeps        | 122          |
| bico-de-espinho-oliváceo               | Chalcostigma olivaceum       | 123          |
| bico-de-espinho-de-manto-azul          | Chalcostigma stanleyi        | 124          |
| barbudito-do-nevado-del-ruiz           | Oxypogon stuebelii           | 125          |
| barbudito-de-santa-marta               | Oxypogon cyanolaemus         | 126          |
| barbudito-de-mérida                    | Oxypogon lindenii            | 127          |
| barbudito-oriental                     | Oxypogon guerinii            | 128          |
| montanhês-barbudo                      | Oreonympha nobilis           | 129          |
| metaluro-esmeralda                     | Metallura tyrianthina        | 130          |
| metaluro-do-perijá                     | Metallura iracunda           | 131          |
| metaluro-verde                         | Metallura williami           | 132          |
| metaluro-de-garganta-violeta           | Metallura baroni             | 133          |
| metaluro-da-neblina                    | Metallura odomae             | 134          |
| metaluro-bronzeado                     | Metallura theresiae          | 135          |
| metaluro-garganta-de-fogo              | Metallura eupogon            | 136          |
| metaluro-escamoso                      | Metallura aeneocauda         | 137          |
| metaluro-preto                         | Metallura phoebe             | 138          |
| Heliantheini                           |                              |              |
| calçudo-esverdeado                     | Haplophaedia aureliae        | 139          |
| calçudo-de-patas-ruivas                | Haplophaedia assimilis       | 140          |
| calçudo-grisalho                       | Haplophaedia lugens          | 141          |
| calçudo-de-peito-preto                 | Eriocnemis nigrivestis       | 142          |
| calçudo-de-gargantilha-azul            | Eriocnemis isabellae         | 143          |
| calçudo-reluzente                      | Eriocnemis vestita           | 144          |
| calçudo-de-patas-pretas                | Eriocnemis derbyi            | 145          |
| calçudo-de-garganta-turquesa           | Eriocnemis godini            | 146          |
| calçudo-de-barriga-bronzeada           | Eriocnemis cupreoventris     | 147          |
| calçudo-de-cauda-comprida              | Eriocnemis luciani           | 148          |
| calçudo-de-peito-dourado               | Eriocnemis mosquera          | 149          |
| calçudo-de-barrete-azul                | Eriocnemis glaucopoides      | 150          |
| calçudo-multicolor                     | Eriocnemis mirabilis         | 151          |
| calçudo-de-peito-branco                | Eriocnemis aline             | 152          |
| beija-flor-sílfide                     | Loddigesia mirabilis         | 153          |
| beija-flor-resplandecente              | Aglaeactis cupripennis       | 154          |
| beija-flor-condecorado                 | Aglaeactis castelnaudii      | 155          |
| beija-flor-de-dorso-púrpura            | Aglaeactis aliciae           | 156          |
| beija-flor-de-cabeça-preta             | Aglaeactis pamela            | 157          |
| inca-bronzeado                         | Coeligena coeligena          | 158          |
| inca-pardo                             | Coeligena wilsoni            | 159          |
| inca-preto                             | Coeligena prunellei          | 160          |
| inca-de-colar                          | Coeligena torquata           | 161          |
| inca-de-garganta-violeta               | Coeligena violifer           | 162          |
| inca-arco-íris                         | Coeligena iris               | 163          |
| inca-de-cauda-branca                   | Coeligena phalerata          | 164          |
| inca-de-antióquia                      | Coeligena orina              | 165          |
| inca-de-asa-bege                       | Coeligena lutetiae           | 166          |
| inca-de-barriga-dourada                | Coeligena bonapartei         | 167          |
| inca-de-barriga-violácea               | Coeligena helianthea         | 168          |
| beija-flor-de-peito-aveludado          | Lafresnaya lafresnayi        | 169          |
| beija-flor-bico-de-espada              | Ensifera ensifera            | 170          |
| asa-safira                             | Pterophanes cyanopterus      | 171          |
| beija-flor-de-cauda-fulva              | Boissonneaua flavescens      | 172          |
| beija-flor-de-peito-castanho           | Boissonneaua matthewsii      | 173          |
| beija-flor-purpúreo                    | Boissonneaua jardini         | 174          |
| beija-flor-de-raquetes-setentrional    | Ocreatus underwoodii         | 175          |
| beija-flor-de-raquetes-peruano         | Ocreatus peruanus            | 176          |
| beija-flor-de-raquetes-meridional      | Ocreatus addae               | 177          |
| beija-flor-de-boca-ruiva               | Urochroa bougueri            | 178          |
| beija-flor-de-cauda-branca             | Urochroa leucura             | 179          |
| beija-flor-de-ponta-branca-ocidental   | Urosticte benjamini          | 180          |
| beija-flor-de-ponta-branca-oriental    | Urosticte ruficrissa         | 181          |
| brilhante-veludo                       | Heliodoxa xanthogonys        | 182          |
| brilhante-de-garganta-rosa             | Heliodoxa gularis            | 183          |
| brilhante-de-asa-ruiva                 | Heliodoxa branickii          | 184          |
| brilhante-de-garganta-preta            | Heliodoxa schreibersii       | 185          |
| beija-flor-estrela                     | Heliodoxa aurescens          | 186          |
| brilhante-fulvo                        | Heliodoxa rubinoides         | 187          |
| brilhante-de-coroa-verde               | Heliodoxa jacula             | 188          |
| brilhante-imperatriz                   | Heliodoxa imperatrix         | 189          |
| brilhante-de-fronte-violeta            | Heliodoxa leadbeateri        | 190          |
| beija-flor-rubi                        | Heliodoxa rubricauda         | 191          |
| Patagoninae                            |                              |              |
| beija-flor-gigante                     | Patagona gigas               | 192          |
| Trochilinae                            |                              |              |
| Lampornithini                          |                              |              |
| beija-flor-de-peito-anil               | Sternoclyta cyanopectus      | 193          |
| beija-flor-cauda-de-tesoura            | Hylonympha macrocerca        | 194          |
| beija-flor-magnífico                   | Eugenes fulgens              | 195          |
| beija-flor-de-talamanca                | Eugenes spectabilis          | 196          |
| beija-flor-garganta-de-fogo            | Panterpe insignis            | 197          |
| bico-reto-cinzento                     | Heliomaster longirostris     | 198          |
| bico-reto-de-coroa-escura              | Heliomaster constantii       | 199          |
| bico-reto-de-banda-branca              | Heliomaster squamosus        | 200          |
| bico-reto-azul                         | Heliomaster furcifer         | 201          |
| beija-flor-de-garganta-violeta         | Lampornis hemileucus         | 202          |
| beija-flor-de-garganta-anil            | Lampornis clemenciae         | 203          |
| beija-flor-de-garganta-ametista        | Lampornis amethystinus       | 204          |
| beija-flor-de-garganta-escamosa        | Lampornis viridipallens      | 205          |
| beija-flor-de-peito-escamoso           | Lampornis sybillae           | 206          |
| beija-flor-de-garganta-púrpura         | Lampornis calolaemus         | 207          |
| beija-flor-de-cauda-cinzenta           | Lampornis cinereicauda       | 208          |
| beija-flor-de-garganta-branca          | Lampornis castaneoventris    | 209          |
| beija-flor-de-asa-castanha             | Lamprolaima rhami            | 210          |
| Mellisugini                            |                              |              |
| estrelinha-ametista                    | Calliphlox amethystina       | 211          |
| estrelinha-de-colar-púrpura            | Myrtis fanny                 | 212          |
| beija-flor-dos-oásis                   | Rhodopis vesper              | 213          |
| estrelinha-de-cauda-curta              | Myrmia micrura               | 214          |
| tosquiadeira-peruana                   | Thaumastura cora             | 215          |
| estrelinha-magenta                     | Philodice bryantae           | 216          |
| estrelinha-zumbidora                   | Philodice mitchellii         | 217          |
| beija-flor-de-arica                    | Eulidia yarrellii            | 218          |
| estrelinha-de-cauda-fina               | Microstilbon burmeisteri     | 219          |
| estrelinha-de-barriga-branca           | Chaetocercus mulsant         | 220          |
| estrelinha-abelhão                     | Chaetocercus bombus          | 221          |
| estrelinha-de-gargantilha              | Chaetocercus heliodor        | 222          |
| estrelinha-de-santa-marta              | Chaetocercus astreans        | 223          |
| estrelinha-de-esmeraldas               | Chaetocercus berlepschi      | 224          |
| estrelinha-de-ráquis-ruivas            | Chaetocercus jourdanii       | 225          |
| beija-flor-de-cauda-malhada            | Tilmatura dupontii           | 226          |
| tosquiadeira-fina                      | Doricha enicura              | 227          |
| tosquiadeira-mexicana                  | Doricha eliza                | 228          |
| beija-flor-luminoso                    | Calothorax lucifer           | 229          |
| beija-flor-bonito                      | Calothorax pulcher           | 230          |
| beija-flor-de-garganta-preta           | Archilochus alexandri        | 231          |
| beija-flor-de-garganta-rubi            | Archilochus colubris         | 232          |
| beija-flor-verbena                     | Mellisuga minima             | 233          |
| beija-flor-abelha                      | Mellisuga helenae            | 234          |
| estrelinha-das-baamas                  | Nesophlox evelynae           | 235          |
| estrelinha-de-inágua                   | Nesophlox lyrura             | 236          |
| beija-flor-de-cabeça-magenta           | Calypte anna                 | 237          |
| beija-flor-de-cabeça-púrpura           | Calypte costae               | 238          |
| beija-flor-de-garganta-rajada          | Selasphorus calliope         | 239          |
| beija-flor-ruivo                       | Selasphorus rufus            | 240          |
| beija-flor-de-dorso-verde              | Selasphorus sasin            | 241          |
| beija-flor-de-cauda-larga              | Selasphorus platycercus      | 242          |
| zumbidor-mexicano                      | Selasphorus heloisa          | 243          |
| zumbidor-guatemalteco                  | Selasphorus ellioti          | 244          |
| beija-flor-dos-vulcões                 | Selasphorus flammula         | 245          |
| beija-flor-cintilante                  | Selasphorus scintilla        | 246          |
| beija-flor-ardente                     | Selasphorus ardens           | 247          |
| Trochilini                             |                              |              |
| beija-flor-pardacento                  | Phaeoptila sordida           | 248          |
| esmeralda-cubana                       | Riccordia ricordii           | 249          |
| esmeralda-das-baamas                   | †Riccordia bracei            | 250          |
| esmeralda-haitiana                     | Riccordia swainsonii         | 251          |
| esmeralda-porto-riquenha               | Riccordia maugaeus           | 252          |
| beija-flor-bicolor                     | Riccordia bicolor            | 253          |
| esmeralda-das-antilhas                 | †Riccordia elegans           | 254          |
| beija-flor-de-bico-largo-comum         | Cynanthus latirostris        | 255          |
| beija-flor-de-três-marias              | Cynanthus lawrencei          | 256          |
| beija-flor-de-bico-largo-de-guerrero   | Cynanthus doubledayi         | 257          |
| esmeralda-coroada                      | Cynanthus auriceps           | 258          |
| esmeralda-de-cozumel                   | Cynanthus forficatus         | 259          |
| esmeralda-centro-americana             | Cynanthus canivetii          | 260          |
| esmeralda-panamense                    | Chlorostilbon assimilis      | 261          |
| esmeralda-dos-andes-ocidentais         | Chlorostilbon melanorhynchus | 262          |
| esmeralda-de-bico-vermelho             | Chlorostilbon gibsoni        | 263          |
| esmeralda-de-cauda-azul                | Chlorostilbon mellisugus     | 264          |
| esmeralda-de-chiribiquete              | Chlorostilbon olivaresi      | 265          |
| besourinho-de-bico-vermelho            | Chlorostilbon lucidus        | 266          |
| esmeralda-bronzeada                    | Chlorostilbon russatus       | 267          |
| esmeralda-de-cauda-afilada             | Chlorostilbon stenurus       | 268          |
| esmeralda-de-cauda-verde               | Chlorostilbon alice          | 269          |
| esmeralda-de-cauda-curta               | Chlorostilbon poortmani      | 270          |
| beija-flor-de-orelha-branca            | Basilinna leucotis           | 271          |
| beija-flor-de-fronte-preta             | Basilinna xantusii           | 272          |
| asa-de-sabre-mexicano                  | Pampa curvipennis            | 273          |
| asa-de-sabre-do-iucatão                | Pampa pampa                  | 274          |
| asa-de-sabre-ruivo                     | Pampa rufa                   | 275          |
| beija-flor-de-garganta-esmeralda       | Abeillia abeillei            | 276          |
| beija-flor-de-cabeça-roxa              | Klais guimeti                | 277          |
| beija-flor-de-poupa                    | Orthorhyncus cristatus       | 278          |
| beija-flor-florido-de-santa-marta      | Anthocephala floriceps       | 279          |
| beija-flor-florido-de-tolima           | Anthocephala berlepschi      | 280          |
| beija-flor-de-topete-verde             | Stephanoxis lalandi          | 281          |
| beija-flor-de-topete-azul              | Stephanoxis loddigesii       | 282          |
| asa-de-sabre-da-guiana                 | Campylopterus largipennis    | 283          |
| asa-de-sabre-da-mata-seca              | Campylopterus calcirupicola  | 284          |
| asa-de-sabre-do-espinhaço              | Campylopterus diamantinensis | 285          |
| asa-de-sabre-canela                    | Campylopterus hyperythrus    | 286          |
| asa-de-sabre-de-cauda-branca           | Campylopterus ensipennis     | 287          |
| asa-de-sabre-lazulino                  | Campylopterus falcatus       | 288          |
| asa-de-sabre-de-santa-marta            | Campylopterus phainopeplus   | 289          |
| asa-de-sabre-violeta                   | Campylopterus hemileucurus   | 290          |
| asa-de-sabre-camurça                   | Campylopterus duidae         | 291          |
| asa-de-sabre-do-napo                   | Campylopterus villaviscensio | 292          |
| beija-flor-de-cauda-bronzeada          | Chalybura urochrysia         | 293          |
| beija-flor-de-crisso-branco            | Chalybura buffonii           | 294          |
| beija-flor-coroado                     | Thalurania colombica         | 295          |
| beija-flor-tesoura-verde               | Thalurania furcata           | 296          |
| beija-flor-de-costas-violeta           | Thalurania watertonii        | 297          |
| beija-flor-de-fronte-violeta           | Thalurania glaucopis         | 298          |
| beija-flor-de-cabeça-nívea             | Microchera albocoronata      | 299          |
| esmeralda-de-cabeça-bronzeada          | Microchera cupreiceps        | 300          |
| esmeralda-de-cauda-branca              | Microchera chionura          | 301          |
| beija-flor-de-barrete-violáceo         | Goldmania violiceps          | 302          |
| beija-flor-do-pirre                    | Goldmania bella              | 303          |
| beija-flor-mexicano                    | Eupherusa ridgwayi           | 304          |
| beija-flor-de-guerrero                 | Eupherusa poliocerca         | 305          |
| beija-flor-de-oaxaca                   | Eupherusa cyanophrys         | 306          |
| beija-flor-de-dragonas                 | Eupherusa eximia             | 307          |
| beija-flor-de-barriga-preta            | Eupherusa nigriventris       | 308          |
| beija-flor-escamoso                    | Phaeochroa cuvierii          | 309          |
| beija-flor-camurça                     | Leucippus fallax             | 310          |
| beija-flor-de-tumbes                   | Thaumasius baeri             | 311          |
| beija-flor-malhado                     | Thaumasius taczanowskii      | 312          |
| beija-flor-carijó                      | Taphrospilus hypostictus     | 313          |
| beija-flor-tesoura                     | Eupetomena macroura          | 314          |
| beija-flor-cinza                       | Eupetomena cirrochloris      | 315          |
| beija-flor-pintado                     | Talaphorus chlorocercus      | 316          |
| beija-flor-serpentina-de-bico-vermelho | Trochilus polytmus           | 317          |
| beija-flor-serpentina-de-bico-preto    | Trochilus scitulus           | 318          |
| beija-flor-de-coroa-violeta            | Ramosomyia violiceps         | 319          |
| beija-flor-de-fronte-verde             | Ramosomyia viridifrons       | 320          |
| beija-flor-de-flancos-canela           | Ramosomyia wagneri           | 321          |
| beija-flor-de-coroa-azul               | Saucerottia cyanocephala     | 322          |
| beija-flor-de-crisso-azul              | Saucerottia hoffmanni        | 323          |
| beija-flor-cristalino                  | Saucerottia beryllina        | 324          |
| beija-flor-de-cauda-azul               | Saucerottia cyanura          | 325          |
| beija-flor-de-barriga-nívea            | Saucerottia edward           | 326          |
| beija-flor-metálico                    | Saucerottia saucerottei      | 327          |
| beija-flor-de-barrete-azul             | Saucerottia cyanifrons       | 328          |
| beija-flor-de-barriga-ruiva            | Saucerottia castaneiventris  | 329          |
| beija-flor-de-barriga-verde            | Saucerottia viridigaster     | 330          |
| beija-flor-de-uropígio-bronzeado       | Saucerottia tobaci           | 331          |
| beija-flor-canela                      | Amazilia rutila              | 332          |
| beija-flor-de-barriga-laranja          | Amazilia yucatanensis        | 333          |
| beija-flor-de-barriga-cinza            | Amazilia tzacatl             | 334          |
| beija-flor-das-honduras                | Amazilia luciae              | 335          |
| beija-flor-do-mangue                   | Amazilia boucardi            | 336          |
| beija-flor-de-barriga-ferrugínea       | Amazilis amazilia            | 337          |
| beija-flor-andino                      | Uranomitra franciae          | 338          |
| beija-flor-verde-brilhante             | Chrysuronia goudoti          | 339          |
| beija-flor-de-cauda-dourada            | Chrysuronia oenone           | 340          |
| beija-flor-de-banda-branca             | Chrysuronia versicolor       | 341          |
| beija-flor-de-garganta-safira          | Chrysuronia coeruleogularis  | 342          |
| beija-flor-de-barriga-safira           | Chrysuronia lilliae          | 343          |
| safira-do-mangue                       | Chrysuronia humboldtii       | 344          |
| safira-de-cabeça-azul                  | Chrysuronia grayi            | 345          |
| beija-flor-de-bico-preto               | Chrysuronia brevirostris     | 346          |
| beija-flor-de-barriga-branca           | Chrysuronia leucogaster      | 347          |
| beija-flor-de-papo-branco              | Leucochloris albicollis      | 348          |
| beija-flor-de-garganta-verde           | Chionomesa fimbriata         | 349          |
| beija-flor-de-peito-azul               | Chionomesa lactea            | 350          |
| beija-flor-safira                      | Hylocharis sapphirina        | 351          |
| beija-flor-dourado                     | Hylocharis chrysura          | 352          |
| beija-flor-verde-e-branco              | Elliotomyia chionogaster     | 353          |
| beija-flor-peruano                     | Elliotomyia viridicauda      | 354          |
| beija-flor-de-peito-turquesa           | Polyerata amabilis           | 355          |
| beija-flor-encantador                  | Polyerata decora             | 356          |
| beija-flor-de-peito-lilás              | Polyerata rosenbergi         | 357          |
| beija-flor-cândido                     | Chlorestes candida           | 358          |
| safira-de-garganta-azul                | Chlorestes eliciae           | 359          |
| beija-flor-roxo                        | Chlorestes cyanus            | 360          |
| beija-flor-de-barriga-azul             | Chlorestes julie             | 361          |
| beija-flor-de-garganta-azul            | Chlorestes notata            | 362          |